# ヴィラ・オピチーナ駅
ヴィラ・オピチーナ駅（イタリア語: Stazione di Villa Opicina）は、イタリアフリウリ＝ヴェネツィア・ジュリア州トリエステオピチーナにあるレーテ・フェッロヴィアーリア・イタリアーナ（RFI）の鉄道駅。ボーヒニ線が乗り入れており、当駅以北でスロベニアとの国境を超える。

## 歴史
1906年7月23日に、新アルプス鉄道のイェセニツェ-トリエステ・サントアンドレア（ヴェヒセル線）間の開通と同時に駅が開業。当時はオーストリアの支配下であり、帝立王立オーストリア国有鉄道によって管理されていた駅は、南部鉄道のオピチーナ駅と区別するために「オピチーナ・スタッツ駅」（ドイツ語: Opcina Staatsbahnhof）の駅名であった。
1918年にはイタリアクラス地方の支配となり、駅名は「オピチーナ駅」に変更となるが、1923年には駅名を「ヴィラ・オピチーナ駅」に改名する。翌年の1924年には、貨物取り扱いを強化するために駅は大幅に拡張され、面積が2倍になりました。
1943年に駅名が「PoggiorealedelCarso」に改名される。
第二次世界大戦後、駅は新アルプス鉄道の国境通過点になりました。1947年から1954年の間は駅はトリエステ自由地域の鉄道自治会社によって運営され、その後フェッロヴィーエ・デッロ・スタート（FS）の管轄となり、上下分離により現在のレーテ・フェッロヴィアーリア・イタリアーナ（RFI）の管轄になるまで続いた。

ポッジョレアーレカンパーニャ駅廃止以前の近隣のルート

「トリエステの第1特別法」により、当駅とトリエステ-リュブリャナ線（旧オーストリア南部鉄道）にある近隣のポッジョレアーレカンパーニャ駅（イタリア語: Poggioreale Campagna）を統合するための資金が提供された。統合作業は1956年から開始され、ユーゴスラビア鉄道の職員の事務所や宿泊施設として使用されていた元の駅舎と並んで、新しい大きな駅舎が建設された。
統合作業は2つのフェーズで進められた。第1段階として、1960年5月29日から旅客列車はポッジョレアーレカンパーニャ駅を通過するようになった。第2段階として1963年1月15日に新駅の使用を開始し、同時にポッジョレアーレカンパーニャへの古いルートは廃止された。
1968年8月に、駅名は現在の「ヴィラ・オピチーナ」に戻った。

## 駅構造

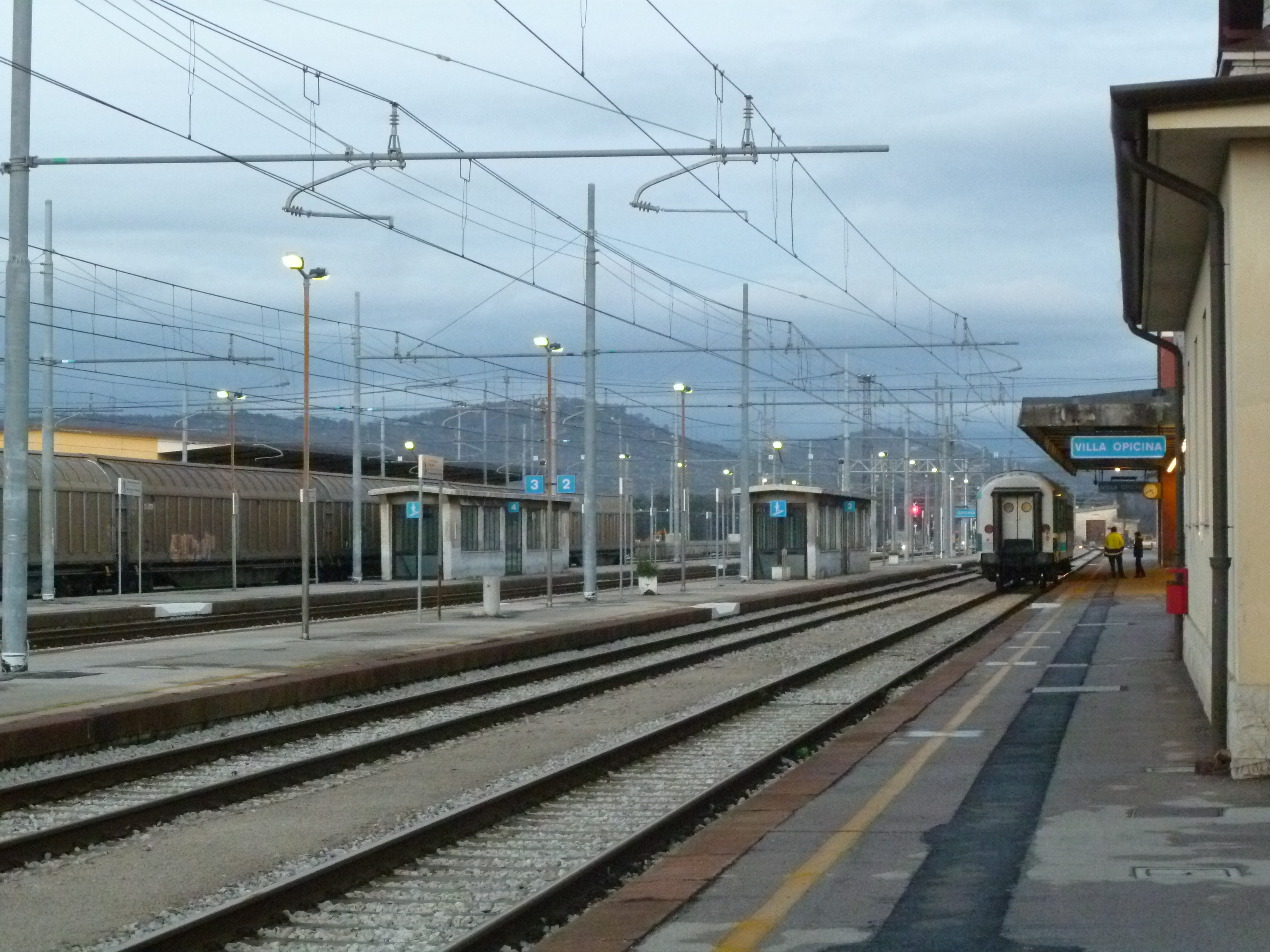
ホーム

単式、島式ホーム3面5線の地平ホームの他、広大な貨物列車用の線路がある。駅舎は単式ホームに面しており、各ホームへは地下道により結ばれている。